# Raiden V
Raiden V (雷電V, en version originale japonaise) est un jeu vidéo de type shoot 'em up développé et édité par MOSS en 2016 sur Xbox One. La version Director's Cut est sorti en 2017 sur PlayStation 4 et Windows et la version Nintendo Switch est sorti en 2019.

## Accueil
- Destructoid : 7,5/10[1]
- Eurogamer : « Raiden V  est une diversion bizarre, décousue mais rafraîchissante des normes du genre du bullet hell. » (Will Freeman)[2]